# Orimarga (Orimarga) taprobanica
Orimarga (Orimarga) taprobanica is een tweevleugelige uit de familie steltmuggen (Limoniidae). De soort komt voor in het Oriëntaals gebied.